# Supercoppa spagnola 2002 (pallavolo maschile)
La Supercoppa spagnola 2002 si è svolta il 29 dicembre 2002: al torneo hanno partecipato due squadre di club spagnole e la vittoria finale è andata per la prima volta all'Almería.

## Regolamento
Le squadre hanno disputato una gara unica.

## Squadre partecipanti
| Squadra | Qualificazione                                | Ultima partecipazione |
| ------- | --------------------------------------------- | --------------------- |
| Almería | Vincitrice SVM 2001-02 e Coppa del Re 2001-02 | Debutto               |
| Málaga  | Finalista Coppa del Re 2001-02                | Debutto               |

## Torneo
| 29 dicembre 2002 Pabellón Municipal, El Puerto de Santa María Durata: 1h:11 - Spettatori: 1 200 | Almería | 3 - 0 | Málaga | 25-15, 25-23, 25-21 |